# Загоруйко, Анастасия Геннадиевна
Анастаси́я Генна́диевна Загоруйко (урождённая Романова; 15 октября 1988, Заводоуковск, Тюменская область, СССР) — российская биатлонистка, заслуженный мастер спорта России. Двукратная чемпионка Европы в индивидуальных гонках. Серебряный призёр зимней Универсиады 2011 года в смешанной эстафете. Двукратная обладательница Кубка IBU в сезонах 2012/2013 и 2013/2014.
Серебряный призёр Чемпионата России 2017 года в преследовании

## Спортивная карьера

### Юниорские и молодёжные достижения
| Год  | Место проведения | Возраст | Инд | Спр | Пр | Эст |
| 2006 | ЧМ Преск-Айл     | U19     | DNS | 34  | 33 | —   |
| 2008 | ЧМ Рупольдинг    | U21     | 14  | 10  | 15 | 3   |
| 2009 | ЧМ Кенмор        | U21     | 2   | 10  | 17 | 2   |
| 2009 | ЧЕ Уфа           | U21     | 6   | 4   | 2  | 1   |
| 2010 | ЧЕ Отепя         | U26     | 35  | —   | —  | —   |
| 2012 | ЧЕ Осрблье       | U26     | 1   | 8   | 3  | 2   |
| 2013 | ЧЕ Банско        | U26     | 1   | —   | —  | —   |

### Кубок IBU
Двукратная обладательница Кубка IBU в сезонах 2012/2013 и 2013/2014 в общих зачётах. Двукратная обладательница Кубков IBU в зачёте спринтерских гонок в сезонах 2012/2013 и 2013/2014. Обладательница Кубка IBU в зачёте индивидуальных гонок в сезоне 2012/2013 и Кубка IBU в зачёте гонок преследования в сезоне 2013/2014.

### Карьера в Кубке мира
- Дебют: 11 февраля 2012 года — спринт в Контиолахти.
- Первые очки: 26 место — Контиолахти, 12 февраля 2012 года, гонка преследования.
- Дебют в составе эстафетной команды: 24 января 2016 года. Российская эстафетная команда заняла 3 место.
- Личный рекорд: 25 место на чемпионате мира в Холменколлене 9 марта 2016 года в индивидуальной гонке. Улучшен 17 марта 2016 года в Ханты-Мансийске в спринте — 18 место.

## Результаты выступлений в Кубке мира
| 2016/2017 Итоги | 2016/2017 Итоги | Эстерсунд | Эстерсунд | Эстерсунд | Эстерсунд | Эстерсунд | Поклюка | Поклюка | Поклюка | Нове-Место | Нове-Место | Нове-Место | Оберхоф | Оберхоф | Оберхоф | Рупольдинг | Рупольдинг | Рупольдинг | Антхольц | Антхольц | Антхольц | ЧМ Хохфильцен | ЧМ Хохфильцен | ЧМ Хохфильцен | ЧМ Хохфильцен | ЧМ Хохфильцен | ЧМ Хохфильцен | Пхёнчхан | Пхёнчхан | Пхёнчхан | Контиолахти | Контиолахти | Контиолахти | Контиолахти | Холменколлен | Холменколлен | Холменколлен |
| Очков           | Место           | Сусм      | См        | Инд       | Спр       | Пр        | Спр     | Пр      | Эст     | Спр        | Пр         | МС         | Спр     | Пр      | МС      | Эст        | Спр        | Пр         | Инд      | МС       | Эст      | См            | Спр           | Пр            | Инд           | Эст           | МС            | Спр      | Пр       | Эст      | Спр         | Пр          | Сусм        | См          | Спр          | Пр           | МС           |
| 21              | 83              | —         | —         | —         | 43        | 29        | 77      | —       | 6       | 32         | 46         | —          | —       | —       | —       | —          | —          | —          | —        | —        | —        | —             | —             | —             | —             | —             | —             | —        | —        | —        | —           | —           | —           | —           | —            | —            | —            |

| 2015/2016 Итоги | 2015/2016 Итоги | Эстерсунд | Эстерсунд | Эстерсунд | Эстерсунд | Эстерсунд | Хохфильцен | Хохфильцен | Хохфильцен | Поклюка | Поклюка | Поклюка | Рупольдинг | Рупольдинг | Рупольдинг | Рупольдинг | Рупольдинг | Рупольдинг | Антхольц | Антхольц | Антхольц | Канмор | Канмор | Канмор | Канмор | Преск-Айл | Преск-Айл | Преск-Айл | ЧМ Холменколлен | ЧМ Холменколлен | ЧМ Холменколлен | ЧМ Холменколлен | ЧМ Холменколлен | ЧМ Холменколлен | Ханты-Мансийск | Ханты-Мансийск | Ханты-Мансийск |
| Очков           | Место           | Сусм      | См        | Инд       | Спр       | Пр        | Спр        | Пр         | Эст        | Спр     | Пр      | МС      | Спр        | Пр         | МС         | Инд        | Эст        | МС         | Спр      | Пр       | Эст      | Спр    | МС     | Сусм   | См     | Спр       | Пр        | Эст       | См              | Спр             | Пр              | Инд             | Эст             | МС              | Спр            | Пр             | МС             |
| 63              | 64              | —         | —         | —         | —         | —         | —          | —          | —          | —       | —       | —       | —          | —          | —          | 38         | —          | —          | 59       | 33       | 3        | —      | —      | —      | —      | —         | —         | —         | —               | —               | —               | 25              | 11              | —               | 18             | 28             | отм            |

| 2013/2014 Итоги | 2013/2014 Итоги | Эстерсунд | Эстерсунд | Эстерсунд | Эстерсунд | Хохфильцен | Хохфильцен | Хохфильцен | Анси | Анси | Анси | Оберхоф | Оберхоф | Оберхоф | Рупольдинг | Рупольдинг | Рупольдинг | Антхольц | Антхольц | Антхольц | Зимние Олимпийские Игры | Зимние Олимпийские Игры | Зимние Олимпийские Игры | Зимние Олимпийские Игры | Зимние Олимпийские Игры | Зимние Олимпийские Игры | Поклюка | Поклюка | Поклюка | Контиолахти | Контиолахти | Контиолахти | Холменколлен | Холменколлен | Холменколлен |
| Очков           | Место           | См        | Инд       | Спр       | Пр        | Спр        | Эст        | Пр         | Эст  | Спр  | Пр   | Спр     | Пр      | МС      | Эст        | Инд        | Пр         | Спр      | Пр       | Эст      | См                      | Спр                     | Пр                      | Инд                     | Эст                     | МС                      | Спр     | Пр      | МС      | Спр         | Спр         | Пр          | Спр          | Пр           | МС           |
| —               | —               | —         | —         | —         | —         | —          | —          | —          | —    | —    | —    | —       | —       | —       | —          | —          | —          | —        | —        | —        | —                       | —                       | —                       | —                       | —                       | —                       | —       | —       | —       | —           | —           | —           | 70           | —            | —            |

| 2012/2013 Итоги | 2012/2013 Итоги | Эстерсунд | Эстерсунд | Эстерсунд | Эстерсунд | Хохфильцен | Хохфильцен | Хохфильцен | Поклюка | Поклюка | Поклюка | Оберхоф | Оберхоф | Оберхоф | Рупольдинг | Рупольдинг | Рупольдинг | Антхольц | Антхольц | Антхольц | ЧМ Нове-Место | ЧМ Нове-Место | ЧМ Нове-Место | ЧМ Нове-Место | ЧМ Нове-Место | ЧМ Нове-Место | Холменколлен | Холменколлен | Холменколлен | Сочи | Сочи | Сочи | Ханты-Мансийск | Ханты-Мансийск | Ханты-Мансийск |
| Очков           | Место           | См        | Инд       | Спр       | Пр        | Спр        | Пр         | Эст        | Спр     | Пр      | МС      | Эст     | Спр     | Пр      | Эст        | Спр        | МС         | Спр      | Пр       | Эст      | См            | Спр           | Пр            | Инд           | Эст           | МС            | Спр          | Пр           | МС           | Инд  | Спр  | Эст  | Спр            | Пр             | МС             |
| 8               | 89              | —         | —         | —         | —         | —          | —          | —          | —       | —       | —       | —       | —       | —       | —          | 36         | —          | 52       | 38       | —        | —             | —             | —             | —             | —             | —             | —            | —            | —            | 48   | 71   | —    | —              | —              | —              |

| 2011/2012 Итоги | 2011/2012 Итоги | Эстерсунд | Эстерсунд | Эстерсунд | Хохфильцен | Хохфильцен | Хохфильцен | Хохфильцен | Хохфильцен | Хохфильцен | Оберхоф | Оберхоф | Оберхоф | Нове-Место | Нове-Место | Нове-Место | Антхольц | Антхольц | Антхольц | Холменколлен | Холменколлен | Холменколлен | Контиолахти | Контиолахти | Контиолахти | ЧМ Рупольдинг | ЧМ Рупольдинг | ЧМ Рупольдинг | ЧМ Рупольдинг | ЧМ Рупольдинг | ЧМ Рупольдинг | Ханты-Мансийск | Ханты-Мансийск | Ханты-Мансийск |
| Очков           | Место           | Инд       | Спр       | Пр        | Спр        | Пр         | Эст        | Спр        | Пр         | См         | Эст     | Спр     | МС      | Инд        | Спр        | Пр         | Спр      | МС       | Эст      | Спр          | Пр           | МС           | Спр         | Пр          | См          | См            | Спр           | Пр            | Инд           | Эст           | МС            | Спр            | Пр             | МС             |
| 23              | 70              | —         | —         | —         | —          | —          | —          | —          | —          | —          | —       | —       | —       | —          | —          | —          | —        | —        | —        | —            | —            | —            | 46          | 26          | —           | —             | —             | —             | —             | —             | —             | 46             | 33             | —              |

## Личная жизнь
В межсезонье 2011 года Анастасия вышла замуж и стала выступать под фамилией Загоруйко. 10 января 2015 года родила дочь Дарью.

## Семья
Анастасия выросла в многодетной семье, у нее есть 3 младшие сестры - Татьяна Романова, Елена Романова, Валерия Романова.